# Eulima gratiosa
Eulima gratiosa is een slakkensoort uit de familie van de Eulimidae. De wetenschappelijke naam van de soort is voor het eerst geldig gepubliceerd in 1925 door Thiele.